# Axel Schandorff
Axel Carl Schandorff (ur. 3 marca 1925 w Kopenhadze, zm. 27 stycznia 2016 tamże) – duński kolarz torowy, brązowy medalista olimpijski oraz dwukrotny medalista mistrzostw świata.

## Kariera
Pierwszy sukces w karierze Axel Schandorff osiągnął w 1946 roku, kiedy zdobył srebrny medal w sprincie indywidualnym amatorów podczas mistrzostw świata w Zurychu. W zawodach tych wyprzedził go jedynie Szwajcar Oscar Plattner, a trzecie miejsce wywalczył Cor Bijster z Holandii. Na rozgrywanych dwa lata później mistrzostwach świata w Amsterdamie Schandorff ponownie zajął drugie miejsce w tej konkurencji, tym razem ulegając tylko Włochowi Mario Ghelli. W 1948 roku wystąpił także na igrzyskach olimpijskich w Londynie, gdzie w sprincie był trzeci za Ghellą i Regem Harrisem z Wielkiej Brytanii. Na tych samych igrzyskach Duńczyk zajął piątą pozycję w wyścigu na 1 km. Wielokrotnie zdobywał medale torowych mistrzostw kraju, w tym osiem złotych.